# Austrolycopodium aberdaricum
Austrolycopodium aberdaricum là một loài thực vật có mạch trong Họ Thạch tùng. Loài này được (Chiov.) Holub mô tả khoa học đầu tiên năm 1991.